# Cagnac-les-Mines
 Cagnac-les-Mines là một xã trong tỉnh Tarn thuộc vùng Occitanie ở miền nam nước Pháp. Xã này nằm ở khu vực có độ cao trung bình 230 mét trên mực nước biển.
Sông Vère tạo thành một phần ranh giới tây bắc thị.